# タンクレード・ネーヴェス
タンクレード・デ・アルメイダ・ネーヴェス（ポルトガル語: Tancredo de Almeida Neves, 1910年3月4日 - 1985年4月21日）は、ブラジルの政治家、弁護士。ブラジル連邦共和国大統領当選者であったが、健康上の理由により就任しなかった。

## 概要
ブラジル・ミナスジェライス州出身。ミナス・ジェライス連邦大学で学んだ。1934年にサンジョアン・デル・レイ市の市議会議員に当選し、政界入りする。
1947年よりブラジル社会民主党(PSD)に所属。ミナス・ジェライス州議会議員、ブラジル連邦議会議員を務めた後、1953年より第二次ヴァルガス政権で法務大臣に就任。1956年から1960年、クビチェック政権でも法務大臣を再度務めた。ブラジル1983年よりミナス・ジェライス州知事をつとめた。
1985年、74歳にして国会議員を中心とする選挙人による間接選挙で野党だったブラジル民主運動党(PMDB)から大統領の候補として立った。軍事政権下の与党社会民主党(PSD)から分裂した自由戦線党(PFL)の支持を得て、1985年1月15日の選挙では480対180の大差で大統領に選ばれた。21年ぶりの文民大統領となるため国民から期待されたが、3月14日の大統領就任式前夜、ミサ中に倒れ急遽ブラジリアの病院に担ぎ込まれた。社会現象になるほど国民が心配し見守る中7回の手術を受けたが、38日後にサンパウロで死去した。75歳であった。
大統領としての執務は連立相手の自由戦線党から出た副大統領ジョゼ・サルネイが代行し、結局ネーヴェス自身が大統領に就任することはなかった。ブラジル社会民主党党首のアエシオ・ネーヴェスは孫にあたる。